# Regionaal Orgaan verkeersveiligheid Friesland
Het Regionaal Orgaan verkeersveiligheid Friesland (ROF) houdt zich bezig met verkeersveiligheid en verkeerseducatie in Friesland. Het ROF ontstond in 1979 toen de verkeersveiligheid na een recordaantal verkeersdoden een speerpunt werd.
Het ROF is een onafhankelijk overlegplatform voor organisaties die zich in Fryslân inzetten voor het verhogen van de verkeersveiligheid. Gedeputeerde Sietske Poepjes van de provincie is voorzitter van het ROF. De vaste medewerkers van het ROF zijn ondergebracht bij de provinciale organisatie.
Een bekende medewerker van het ROF was Hans Monderman, die in Friesland zijn kennis inzette en hier het begrip shared space uitvond.